# Liste des partis politiques au Ghana
Les principaux partis politiques du Ghana sont, par ordre alphabétique :
- Congrès démocratique national (National Democratic Congress - NDC) ;
- Convention nationale du peuple (People's National Convention - PNC) ;
- Démocrates patriotiques réformés (Reformed Patriotic Democrats - RPD);
- Nouveau Parti patriotique (New Patriotic Party - NPP) ;
- Parti de la convention du peuple (Convention People's Party - CPP) ;
- Parti démocratique pour la Liberté (Democratic Freedom Party - DFP) ;
- Parti populaire démocratique (Popular democratic Party - PDP).

Chacun de ces partis était partie prenante à l'élection présidentielle de 2008.